# Bursera bolivarii
Bursera bolivarii är en tvåhjärtbladig växtart som beskrevs av Rzedowski. Bursera bolivarii ingår i släktet Bursera och familjen Burseraceae. Inga underarter finns listade i Catalogue of Life.